# 2019年中國大陸人士襲擊澳門警員事件
2019年中國大陸人士襲擊澳門警員事件，是在2019年1月3日約晚上11時在澳門路氹城銀河渡假村發生的一件襲警事件，事件因有人抗拒治安警察執行《預防及控制吸煙制度》法規而起，一名警員發現有人在禁煙範圍內吸煙並作出勸阻，但被對方辱罵，後來更情緒激動地對警員作出襲擊及挑釁行為，該名警員經多次口頭警告不果後以警棍示警，但施襲者沒有停止攻擊，之後警員拔槍警告肇事者退後及向天鳴槍，最後在增援警員的協助下制服肇事者。事後三名報稱商人的中國大陸人士被控加重傷害身體完整性、加重侮辱、毁損、違令、抗拒、脅迫及搶劫共六項罪名，並被移送到澳門檢察院處理。
該事件是繼2007年澳門勞動節遊行期間發生的轟動一時的警員對天開槍事件後，澳門再次發生警員開槍事件。事件引起當地社會高度關注，澳門警察協會發表聲明書譴責襲警行為，而公眾則擔憂澳門的治安環境惡化。

## 事件經過

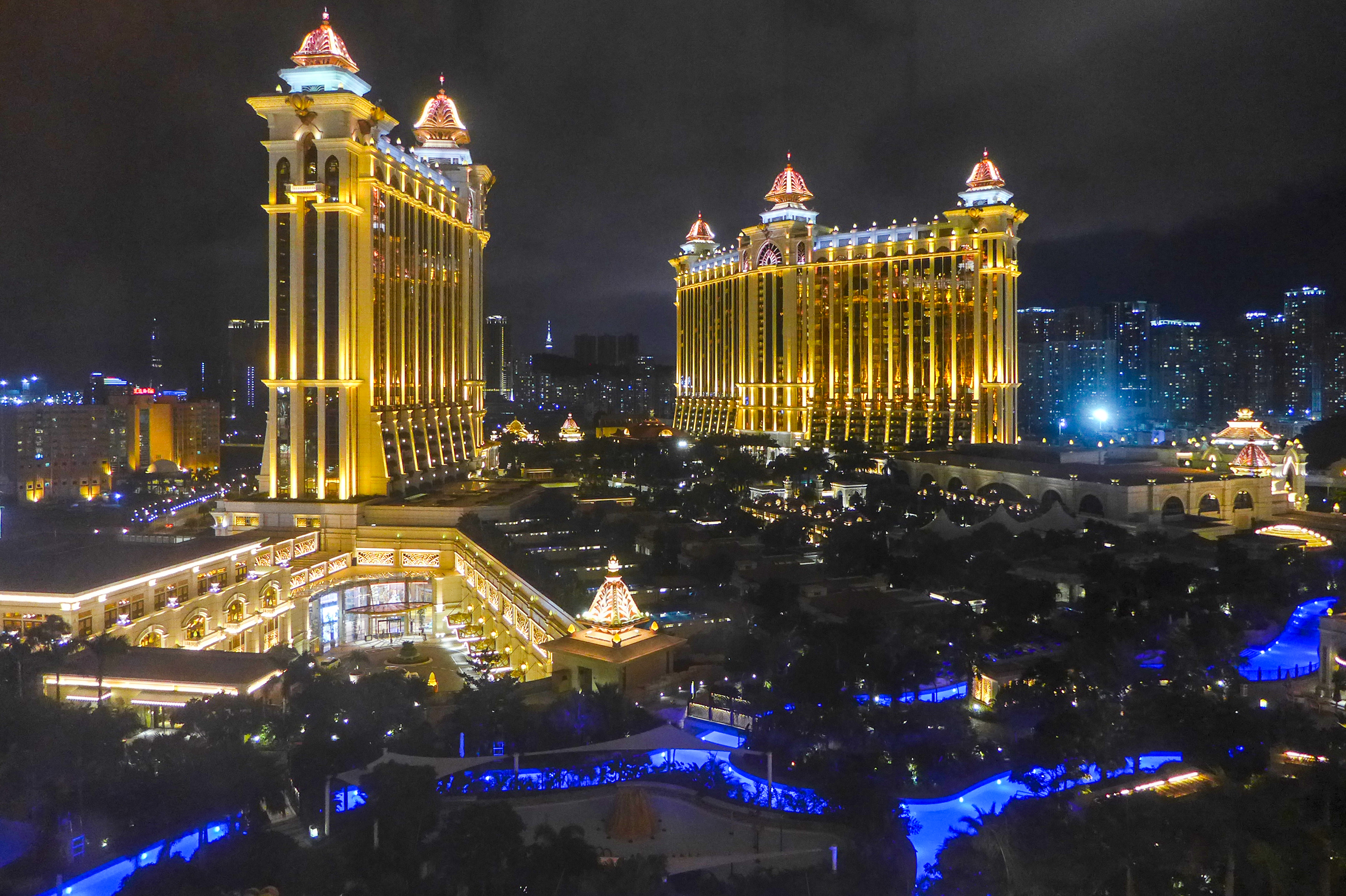
澳門銀河渡假村

2019年1月3日約晚上11時20分，澳門銀河渡假村酒店鑽石大堂外有一名「花紅更」治安警察發現數名人士在禁煙範圍內吸煙，他上前以普通話表明身份並作出勸告，但未獲理會，反被普通話辱罵，該名警員先後三次命令相關人士停止辱罵行為，但對方沒有收斂，其中一名男子更情緒激動地作出施襲行為，拉扯警員的制服，其餘二人見狀後亦一同攻擊警員。經多次警告不果後，該名警員拔出警棍示警，並以通訊設備請求支援，期間有人沒有停止施襲行為，更意圖搶走警員的通訊設備及警棍，該警員感覺施襲者企圖將手伸向自己的腰間裝備，擔心警槍被搶，故拔槍警告施襲者退後及向天鳴槍示警。開槍後，施襲者停止襲擊，但仍然用言語挑釁，其中一人仍然欲衝向警員，被同行女友人阻止。警方支援到場後隨即制服三名報稱商人的持往來港澳通行證的男子並帶往警署拘留，又封鎖現場以搜尋彈頭及作進一步搜證工作，而受輕傷的警員則被送醫治療。

### 後續發展
警方隨後公佈事件細節，指三名報稱商人的涉案中國大陸男子分別姓劉、李、葉，年齡介乎31至40歲，他們最初被控觸犯加重傷害身體完整性、加重侮辱、毁損、抗拒及脅迫以及違令，後來因有跡象顯示有人意圖搶奪警槍，故加控一項搶劫罪，現共被控六項罪名。三人皆否認有襲擊警員的行為。1月5日，刑事起訴法庭法官接納檢察官的建議，命令對案中劉姓嫌犯採取羈押的強制措施，另外兩名李姓及葉姓嫌犯各自採取提供澳門幣5萬元擔保金和身份資料及居所書錄的強制措施。
澳門警察協會和澳門衛生局強烈譴責襲擊行為。事件引起公眾擔憂澳門的治安環境惡化，以及對執法人員的人身安全保障表示關注。

## 事後檢討
事件發生後，治安警及司警聯同博彩監察協調局進行工作會議，以檢討相關機制。治安警察局表示會適時檢視警員的裝備是否合適及足夠，以及循序漸進將胡椒噴霧等配備推展至包括「花紅更」在內的其他警務崗位。
有澳門立法會議員認為儘管博企配備的保安人員充裕，但事件反應了保安人員未能完善地應對突發情況。議員高天賜提出書面質詢關注事件，指賭場類似保安人員在事件發生期間未能有效協助處理事件，要求當局改善，又要求提升訪澳遊客的守法與安全意識。議員梁孫旭說賭場保安在事件中進退兩難，指他們在面對危險時自身的安全沒有受到保障，呼籲博企配備能夠協助保安人員制止違規情況的設備。
就事件發生期間酒店保安人員未能有效地支援警員，博彩監察協調局（博監局）、治安警察局及司法警察局等保安範疇與各博彩企業保安部門代表會面，討論如何在日後加強合作以更有效地應對突發事件。局方代表建議業界提高自身的保安職能，包括對新任職的保安員加強培訓、制定指引以應對緊急事件以及提升視像監控系統的數量及質素等。博彩企業代表對建議表示贊同。

## 評論分析
與威尼斯的情況一樣，澳門也存在旅客過多導致城市設施不堪負荷的問題。然而澳門政府被指長久以來沒有正視城市的承載力，又不斷試圖將旅客分流到社區，影響居民的生活及引發本地人與旅客的矛盾。此外，自開放自由行後，中國大陸人成為了當地最大的犯罪群體，當地有關犯罪及不文明行為的新聞幾乎都涉及內地人，故澳門市民的反應與12年前具有爭議性的開槍事件不同，這一次幾乎一面倒地支持警方，認為警方執法合理，又要求嚴懲該三名違法人士。

## 外部連結
- 事件發生期間的影片（页面存档备份，存于）